# 舞动全城 (电视节目)
《舞动全城》（英語：Big Town Dance）是中国大陆云南卫视和世熙传媒于2014年度推出的一档城市纪实舞蹈真人秀栏目，于7月18日起每周五晚21：00开始播出。

## 基本简介
本栏目是一档关注草根成长蜕变、全民舞动以唤醒生活热情的真人秀节目。与时下较火的《舞动奇迹》《中国好舞蹈》《舞动好声音》《舞林争霸》《舞林大会》《舞艺超群》等舞蹈类节目不同，《舞动全城》摒弃了千篇一律的PK竞技形式，不再让明星评委抉择，而是让明星深入各地城市零距离与平民亲密接触舞蹈，点燃城市激情。

## 选拔方式
节目邀请蒲巴甲、蘇醒、蔡妍、大张伟、林依轮、萧蔷等明星艺人，带领各自的明星舞团走进经历过创伤的城市，从公共服务业、教育部门、商业部门、休闲娱乐业以及退休和低保职工五个行业中挑选出30名百姓进行为期十天的舞蹈训练，最终上演一场豪华的舞蹈盛宴，引起关注。

## 具体节目

### 第一期
- 2014年7月18日首播[3]，首站去往神秘的“理想国”云南省香格里拉县，由“喜马拉雅”王子蒲巴甲[4]带领明星舞团，对平民舞团进行为期十天的舞蹈培训。

### 第二期
- 2014年7月25日首播[5]，香格里拉站，选拔教育医疗行业舞团招募。